# Halo in a Haystack
Halo in a Haystack (с англ. — «Ореол в стоге сена») — дебютный студийный альбом американской металкор-группы Converge, выпущенный в 1994 году лейблом Earthmaker Records.

## Предыстория и запись
Группа Converge была образована зимой 1990 года Джейкобом Бэнноном и Куртом Баллу, позже к ним присоединились школьные друзья Джефф Файнберг и Дэймон Беллорадо в 1991 году. Они начинали с исполнения каверов на песни хардкор-панка, панк-рока и хэви-метала. Вскоре, в середине 1991 года, группа перешла к живым выступлениям, записав несколько демозаписей на 4-дорожечный магнитофон. В 1994 году группа начала сочинять и исполнять то, что они считают «актуальной» музыкой.
Позже к группе присоединяется Аарон Дальбек в качестве второго гитариста. Впятером группа записывает свой первый студийный альбом Halo in a Haystack. Чтобы профинансировать создание альбома, вокалист Джейкоб Бэннон накопил денег, работая в доме престарелых.

## Выпуск
Пластинка была выпущена на чёрном виниле и недоступна ни в каком другом формате. Было выпущено всего 1000 копий этой пластинки, и с тех пор она не переиздавалась. Однако все треки альбома, за исключением «Exhale», можно найти на более поздних релизах Converge, таких как Caring and Killing 1995 года и Unloved and Weeded Out 2002 года.

## Список композиций
Все тексты написаны Джейкобом Бэнноном, вся музыка написана группой Converge.
| №                   | Название                | Длительность |
| ------------------- | ----------------------- | ------------ |
| 1.                  | «Shallow Breathing»     | 1:56         |
| 2.                  | «I Abstain»             | 3:12         |
| 3.                  | «Two Day Romance»       | 3:34         |
| 4.                  | «Becoming a Stranger»   | 4:07         |
| 5.                  | «Divinity»              | 4:16         |
| 6.                  | «Fact Leaves Its Ghost» | 2:29         |
| 7.                  | «Antithesis»            | 5:25         |
| 8.                  | «Down»                  | 4:59         |
| 9.                  | «Exhale»                | 3:44         |
| 10.                 | «Undo»                  | 2:18         |
| Общая длительность: | Общая длительность:     | 36:00        |

## Участники записи
| Converge - Джейкоб Бэннон — вокал - Курт Баллу — гитара - Аарон Дальбек — гитара - Джефф Файнбург — бас-гитара - Дэймон Беллорадо — ударные | Сессионные музыканты - Эрик Ралстон — бас-гитара (треки 8, 9) Художественное оформление - Джон Мюррей — дизайн обложки - Тре Маккарти — фотография |